# Renova FC
A Renova FC a második legrégebben alapított magyar női labdarúgócsapat, amely már megszűnt. Székhelye Budapesten volt. Háromszoros magyar bajnok és kupagyőztes.

## Története
1979 és 1984 között hat alkalommal nyerte meg a nem hivatalos bajnokságot. A Magyar Labdarúgó-szövetség (MLSZ) 1984-ben írta ki az első országos női labdarúgó-bajnokságot. Négy ezüst- és egy bronzérem után, az 1989–90-es idényben sikerült a Renova csapatának először hivatalos országos bajnokságot nyernie. Összesen három bajnoki címet szerzett.

### Az egyesület nevei
A klub fennállása során több alkalommal is nevet változtatott. Ezek a következők voltak:
- Renova Spartacus SE
- Renova-Mikrokor
- Renova-Contimex SE
- Renova-Mega Toys SE
- Renova SE
- Renova FC

## Eredmények
- Magyar bajnokság (nem hivatalos)
  - bajnok (6): 1978–79, 1979–80, 1980–81, 1981–82, 1982–83, 1983–84
- Magyar bajnokság
  - bajnok (3): 1989–90, 1991–92, 1992–93
  - ezüstérmes (11): 1984–85, 1985–86, 1986–87, 1987–88, 1990–91, 1993–94, 1995–96, 1996–97, 1997–98, 2000–01, 2001–02
  - bronzérmes (2): 1988–89, 1999–00
- Magyar kupa
  - győztes (3): 1993, 2001, 2002
- Magyar szuperkupa
  - győztes (1): 1993

## Híres játékosok
| - Bajkó Rita - Bárfy Ágnes - Bökk Katalin - Dombai-Nagy Anett - Fülöp Beáta - Hegedűs Erzsébet - Horváth Klára |  | - Jenei Györgyi - Kern Edit - Keresztes Zsuzsanna - Kiss Lászlóné - Kopcsák Erzsébet - Lojd Zsuzsanna, Szegediné |  | - Matskássy Imréné - Mester Katalin - Milassin Erzsébet - Nagy Tünde - Nagyabonyi Ildikó - Oláh Eszter |  | - Pádár Anita - Papp Annamária - Sipos Hajnalka - Smuczer Angéla - Téglási Eleonóra - Szabó Ágnes |